# 横口乡

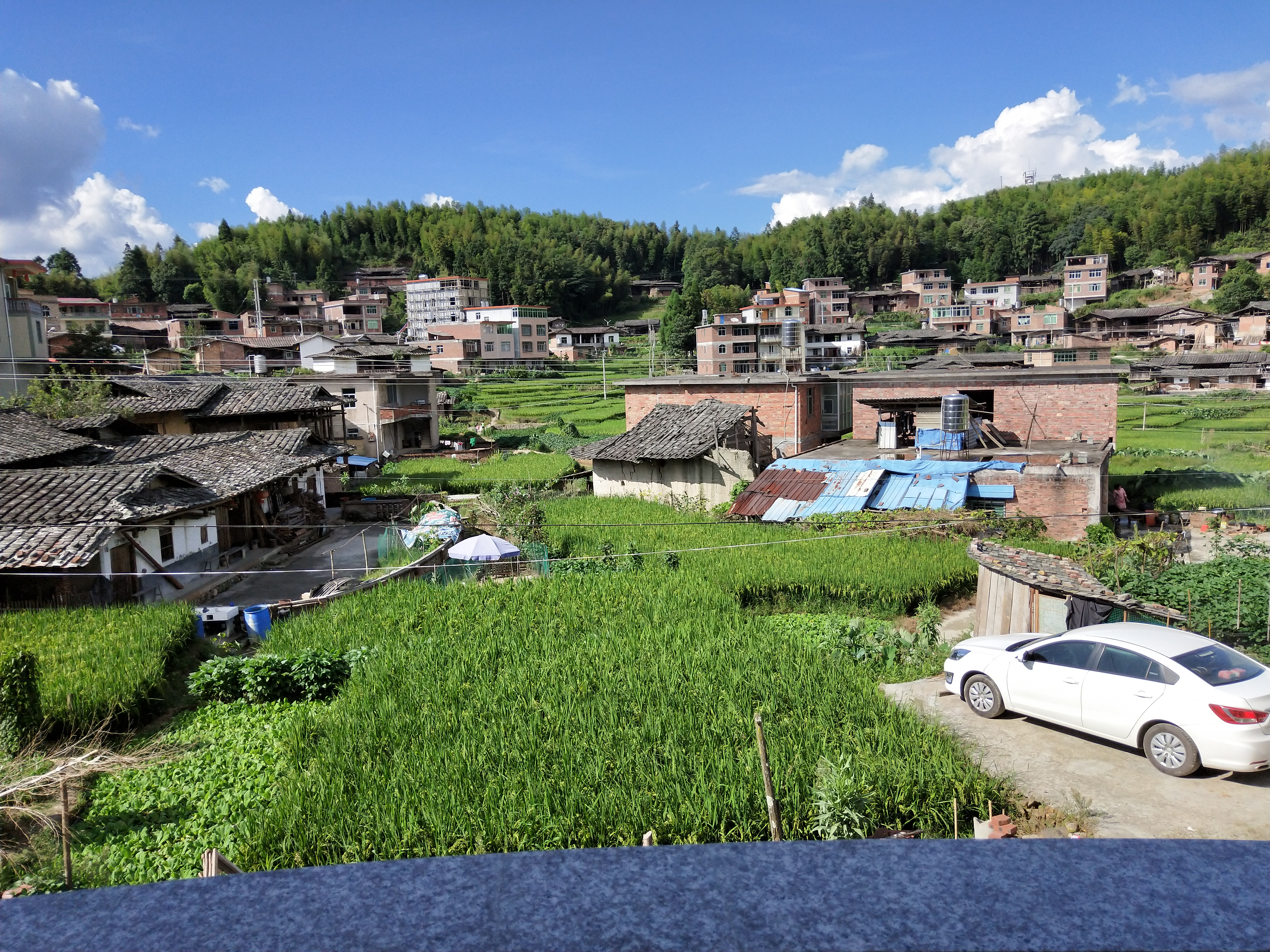
横口乡福联村

横口乡，是中华人民共和国福建省泉州市永春县下辖的一个乡镇级行政单位。2002年横口乡政府由福中村迁至云贵村。境内有船山岩,福鼎红军旧址等景点。境内最高峰为鼎山。境内的农作物以茶为主。境内通行闽南语。

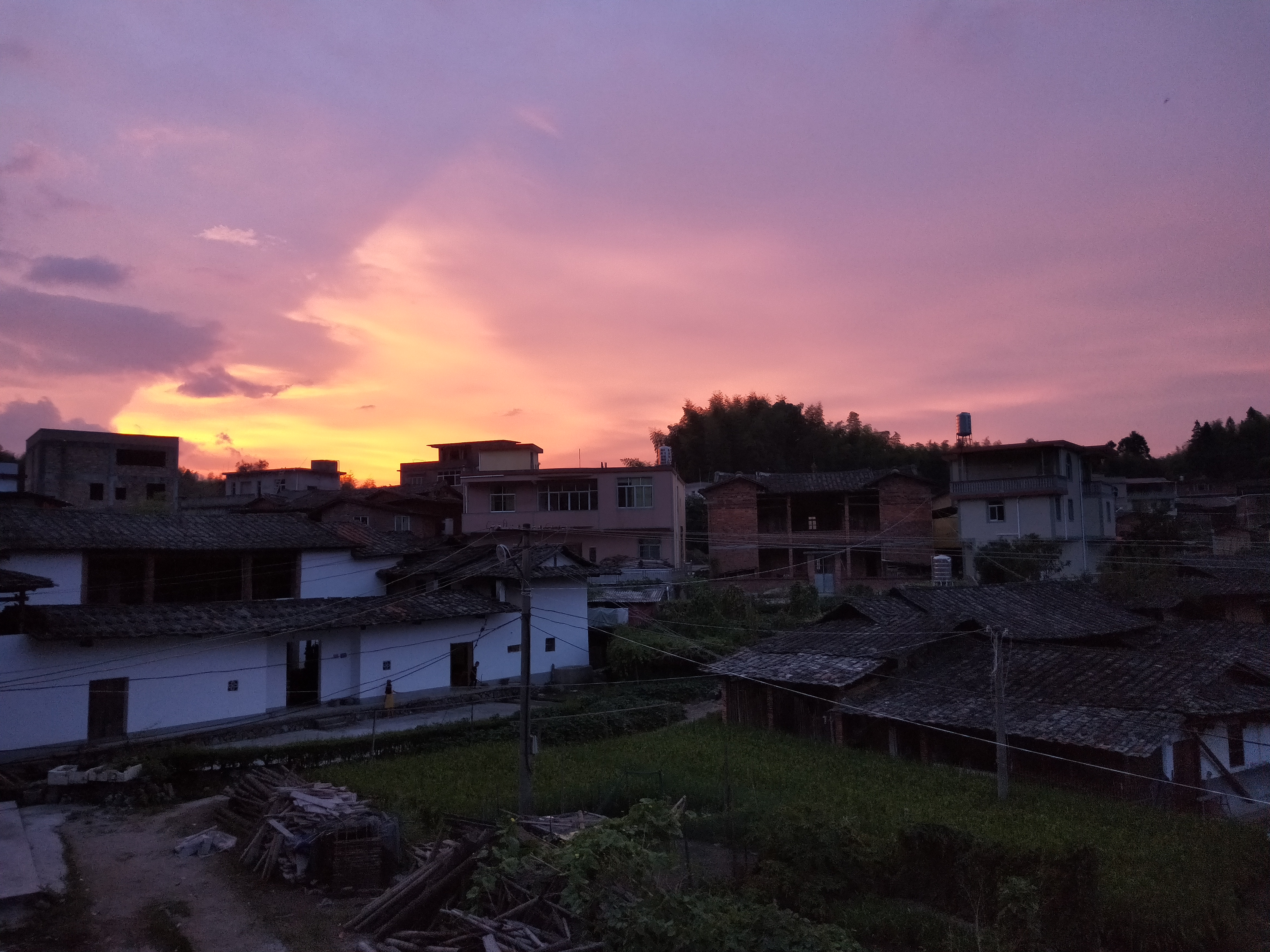
横口乡福联村一景

## 行政区划
横口乡下辖以下地区：
福中村、云贵村、福德村、姜埕村、贵德村、福联村、环峰村、上西坑村、下西坑村和横坑村。